# Le Fantastique Mystère de Pâques
Le Fantastique Mystère de Pâques (Fantastic Easter Special en VO) est le cinquième épisode de la onzième saison de la série animée South Park, ainsi que le 158e épisode de l'émission.
Il s'agit du premier épisode portant sur le sujet de Pâques. Stan Marsh et Kyle Broflovski sont les héros de cet épisode

## Synopsis
Stan se demande ce que les lapins de Pâques ont à voir avec la résurrection de Jésus Christ. Son père lui ordonne de ne pas poser de questions. En cherchant quand même à comprendre, Stan s'attire les foudres d'un groupe de lapins de Pâques qui le poursuivent, avant que Stan ne s'aperçoive que son père est aussi un lapin de Pâques.
Randy révèle à son fils que les Marsh sont dans la Confrérie des hommes du lièvre. Mais là-bas, le lapin sacré de la confrérie tente d'être volé par Bill Donohue. Stan sauve le lapin et, accompagné de Kyle, tente de sauver son père et la confrérie.
Les enfants feront appel à Jésus qui ressuscitera pour les aider. Dans le feu de l'action, avec Donohue se proclamant pape, Jesus devra se faire tuer par Kyle afin d'arrêter le faux pape. Stan aura au moins appris à ne plus poser de question, et le lapin sacré obtient enfin la place qu'il mérite en tant que pape.